# 丁克昌
丁克昌，镶黄旗人，清朝政治人物。荫生。
丁克昌曾于1697年接替龚嵘任松江府知府一职，1699年由祝锺俊接任。